# Efeublättriger Wasserhahnenfuß
Der Efeublättrige Wasserhahnenfuß (Ranunculus hederaceus), kurz auch Efeu-Wasserhahnenfuß genannt, ist eine Pflanzenart aus der Gattung Hahnenfuß (Ranunculus) innerhalb der Familie der Hahnenfußgewächse. Sie gedeiht innerhalb von Gewässern beziehungsweise in deren Wechselwasserzone und ist von West- bis Mitteleuropa verbreitet.

## Beschreibung

### Vegetative Merkmale
Der Efeublättrige Wasserhahnenfuß wächst als einjährige oder kurzlebig mehrjährige krautige Pflanze. Er bildet 10 bis 40 (60) Zentimeter lange, kriechende Sprossachsen. Die Stängel sind verzweigt, rund, hohl und kahl (unbehaart); an den Knoten bilden sich Wurzeln. Die Laubblätter sind ungeteilt, nieren- bis herzförmig, ganzrandig, etwas wachsglänzend, mit drei bis fünf halbrunden bis dreieckigen Lappen. Sie erinnern entfernt an Efeublätter, daher der Name. Ein Blattstiel ist zwei- bis viermal so lang wie eine Blattspreite. Andersartige Tauchblätter sind nicht vorhanden (vergleiche dagegen z. B. Gewöhnlicher Wasserhahnenfuß).

### Generative Merkmale
Die zwittrigen, radiärsymmetrischen Blüten haben einen Durchmesser von höchstens 1 Zentimeter. Die fünf weißen Kronblätter sind meist 2,5 bis 3,5 Millimeter lang, berühren sich nicht und sind schnell hinfällig. Ihre Nektardrüsen sind halbmondförmig. Es sind sieben bis zehn Staubblätter je Blüte vorhanden.
In einer Sammelfrucht stehen meist 18 bis 24 kahle Nüsschen zusammen.

### Chromosomenzahl
Die Chromosomenzahl beträgt 2n = 16.

## Toxikologie
Über Untersuchungen der Inhaltsstoffe des Efeublättrigen Wasserhahnenfußes ist nichts bekannt geworden. Insbesondere gibt es keine Hinweise auf nachgewiesenes Protoanemonin. Der Efeublättrige Wasserhahnenfuß kann also nur als giftverdächtig angesehen werden.

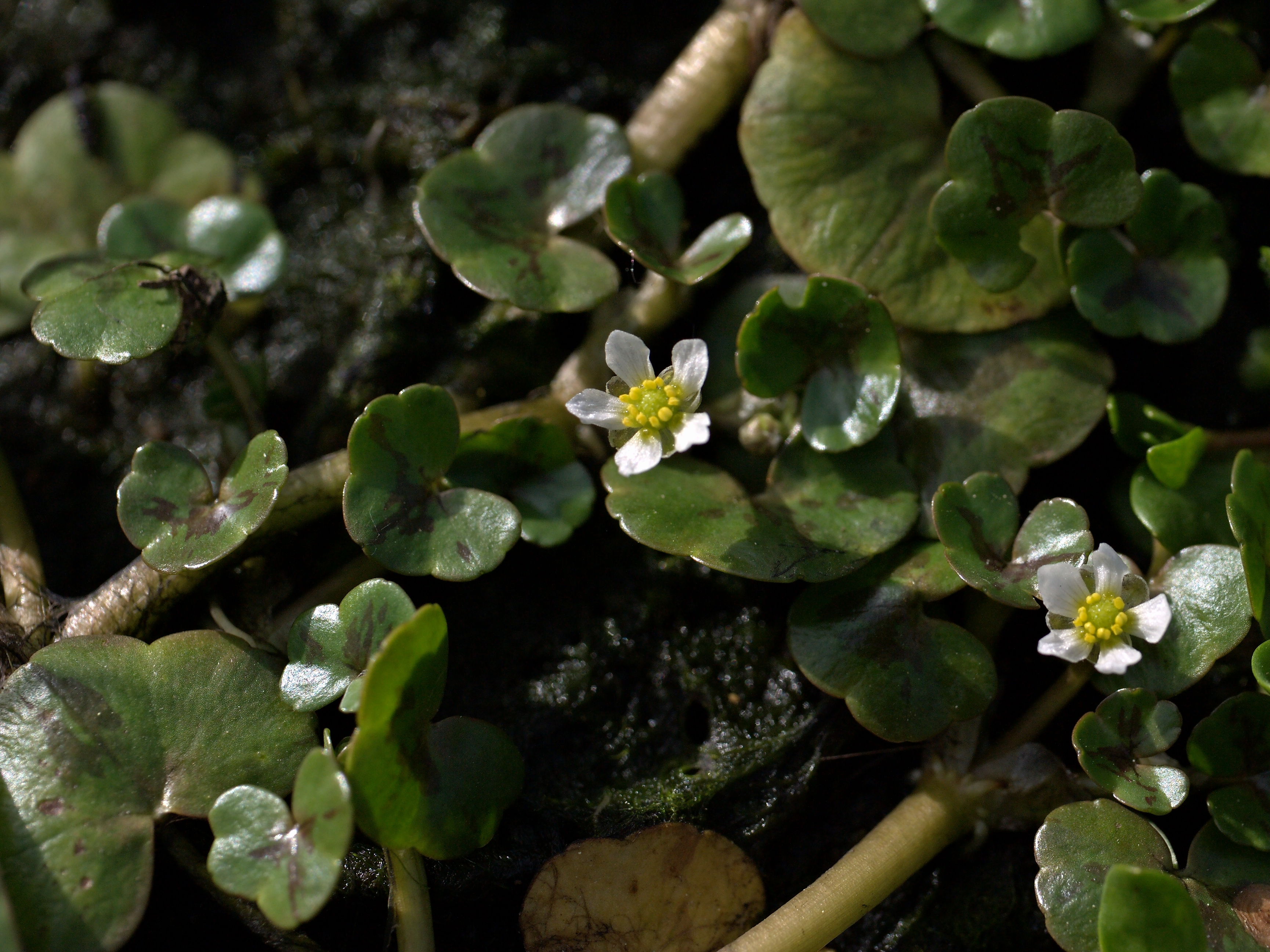
Efeublättriger Hahnenfuß (Ranunculus hederaceus)

## Verbreitung und Gefährdung
Das Areal von Ranunculus hederaceus ist ausgeprägt atlantisch, indem es sich weitgehend auf den Westen Europas zwischen Dänemark und der Iberischen Halbinsel beschränkt. Im mitteleuropäischen Tiefland kommt er selten und in den nördlichen Mittelgebirgen vereinzelt vor; er fehlt in Österreich und in der Schweiz. Der Efeublättrige Wasser-Hahnenfuß hat seit dem Zweiten Weltkrieg nahezu die Hälfte seiner vordem in Mitteleuropa vorhandenen Standorte verloren, und zwar vor allem durch „Melioration“ von Feuchtgebieten und durch Gewässerkorrekturen. In Deutschland ist die Art sehr selten und weitgehend auf den Nordwesten beschränkt. In Deutschland wird fast nur (noch) das nordwestliche Tiefland – schwerpunktmäßig Schleswig-Holstein und Niedersachsen – besiedelt. Diese Vorkommen sind disjunkt zerstreut; in weiten Teilen des übrigen Landes ist der Efeu-Wasserhahnenfuß verschollen oder nicht heimisch. Auf der Roten Liste Deutschlands wird er als „stark gefährdet“ eingestuft, in vielen Bundesländern sogar als „vom Aussterben bedroht“ oder bereits ausgestorben.
Ob Vorkommen an der Ostküste Nordamerikas autochthon sind, ist unklar.

## Standortansprüche und Lebensweise
Der Efeublättrige Wasserhahnenfuß wächst in Quellfluren, an Störstellen in sickerfeuchtem Grünland, an Gräben, trockenfallenden Ufern von Tümpeln, an Heidebächen sowie anderen kleinen Fließgewässern. Dabei wird basenarmes, sauberes bis höchstens mäßig nährstoffbelastetes Wasser über Sandboden, Schlamm oder auch Niedermoortorf benötigt. Primär handelt es sich um eine Landpflanze, die aber auch eine schwimmende Form mit im Wasser herabhängenden Wurzeln ausbilden kann. Die Überwinterung findet zumeist als Samen statt, mitunter auch als kleine wintergrüne Polster auf feuchtem Untergrund. Er ist eine Charakterart des Ranunculetum hederacei aus dem Verband Cardamino-Montion.
Der Efeublättrige Wasserhahnenfuß wird als sehr konkurrenzschwache Frühjahrspflanze charakterisiert, die bereits ab Ende März blüht und im Juli oft schon als Ganzes hinfällig wird. (Diese phänologischen Angaben beziehen sich in erster Linie auf Nordwestdeutschland, namentlich Schleswig-Holstein, und sind möglicherweise nicht auf das gesamte Areal übertragbar.) Längere Wärmeperioden über 21 °C fördern dabei den Absterbeprozess. Nach anderen Angaben soll die Blütezeit allerdings von Juni bis September reichen und die Art wird dabei als ausdauernde krautige Pflanze gekennzeichnet.